# Moscato passito di Pantelleria
Le moscato passito di Pantelleria est un vin à dénomination d'origine contrôlée produit dans l'île de Pantelleria, dans la province de Trapani, en Sicile. 
Il doit titrer un taux d’alcool minimum de 14 % et 110 g/l de sucres résiduels. Il est élaboré à partir de grappes de raisins passerillés. Le seul cépage autorisé est le zibibbo, nom local du muscat d'Alexandrie.
Il bénéficie d'une appellation DOC depuis 1971 et la pratique traditionnelle de la culture de la « vite ad alberello » (taille de la vigne en gobelet) est inscrite au patrimoine culturel immatériel de l'humanité depuis 2014.